# Fishia tortilis
Fishia tortilis là một loài bướm đêm trong họ Noctuidae.